# Upload-Filter
Als Upload-Filter wird eine serverseitige Software bezeichnet, die  Dateien beim Hochladen prüft, gegebenenfalls abweist, verändert oder sonstige Maßnahmen initiiert. Maschinelle Datenverarbeitung soll dabei eine inhaltliche Prüfung durch Menschen ersetzen. Bedeutung haben solche Filter für öffentlich zugängliche Dienste, wenn diese Inhalte anderer Benutzer Dritten zugänglich machen oder vollständig veröffentlichen, beispielsweise soziale Medien oder Videoportale. Upload-Filter können verhindern, dass Rechtsgüter wie das Urheberrecht oder das Persönlichkeitsrecht verletzt werden. Andere Filter lassen nur bestimmte Dateiarten zu oder beschränken die Größe einer Datei. Außerdem dienen sie der Rationalisierung von Arbeitsprozessen und können manuell prüfende Arbeitnehmer vor psychischer Belastung schützen.
Für Upload-Filter setzt man Techniken der automatisierten Bild-, Sprach- und Texterkennung ein. Kopien sind damit gut erkennbar, doch bei komplexeren Anforderungen ist die Zuverlässigkeit der Erkennung mitunter umstritten. Kritiker warnen vor der Gefahr des Overblocking, wenn Ausnahmen und Sonderfälle nicht zuverlässig als solche erkannt werden können.

## Einsatz und Technik
Beim Upload von Dateien können zum Beispiel Dateieigenschaften wie Dateiformat und Dateigröße geprüft werden. Ein Computerprogramm blockt hierbei Dateien, die Filterregeln verletzen. Bei inhaltlichen Restriktionen ist die Umsetzung in Programmcode komplexer. Eine Umsetzung könnte so aussehen: Bestimmte Merkmale des Inhalts der Datei werden herausgearbeitet und anhand dieser Merkmale wird entschieden, ob die Datei noch innerhalb der Restriktionen ist und geladen werden darf. Je nach Komplexität der zu erkennenden Inhalte und Situationen ist die Erkennung mit unterschiedlichen Fehlerraten verbunden, mehr dazu im Abschnitt Fehleranfälligkeit.
Manche Anbieter setzen Upload-Filter ein, die Urheberrechtsverletzungen erkennen sollen. Stand der Technik (2019) für diesen Anwendungsfall ist ein einfacher Mustervergleich, wogegen Methoden der künstlichen Intelligenz bisher nicht eingesetzt werden. Für solche Mustervergleiche verwendet man typischerweise einen digitalen Fingerabdruck (z. B. den akustischen Fingerabdruck bei Musik) und sucht den Fingerabdruck neu hochgeladener Inhalte in einer Datenbank gespeicherter Fingerabdrücke. Das Content-ID-System von YouTube setzt derartige Upload-Filter ein – allerdings mit Nachkontrollen durch Tausende Angestellte.
Bei PhotoDNA handelt es sich um eine von Microsoft mit der Universität Dartmouth entwickelte Technik, welche den Behörden bekanntes kinderpornographisches Material wiedererkennen und abweisen soll. Für den Abgleich von Aufnahmen werden digitale Fingerabdrücke basierend auf Merkmalen wie Farbverläufe und Kanten erstellt und verglichen. Eingesetzt wird diese Technik von mehreren Anbietern.
Der Konzern Facebook setzt Upload-Filter zum Erkennen von Rachepornos ein. Hierbei nutzt man digitale Fingerabdrücke, wofür Betroffene das Foto an Facebook übermitteln. Daraus wird der Fingerabdruck berechnet. Zusätzlich sollen Algorithmen aus dem Bereich des maschinellen Lernens auch unbekannte Aufnahmen erkennen.
Außerdem werden Upload-Filter zum Filtern extremistischer Inhalte erwogen, dies wird unter anderem auch in der „EU-Verordnung zur Verhinderung der Verbreitung terroristischer Online-Inhalte“ (TERREG) vorgeschlagen.

## Rechtliche und politische Lage
Anfang 2012 entschied der Europäische Gerichtshof, dass soziale Netzwerke nicht verpflichtet sind, mit automatisierter Upload-Filterung Beiträge der Nutzer auf Urheberrechtsverletzungen zu kontrollieren aufgrund des Verbotes einer allgemeinen Überwachungspflicht. Zum anderen beeinträchtige dies die unternehmerische Freiheit, da dies teure Informatiksysteme erfordere. Geklagt hatte eine Verwertungsgesellschaft gegen das soziale Netzwerk Netlog.
Über Jahre wird auf europäischer Ebene versucht das geistige Eigentum besser zu schützen und zu monetarisieren. Es gibt in der EU viele unterschiedliche Gesetzeslagen, beispielsweise in Bezug auf die Panoramafreiheit. Dies führte bei digitalen Plattformen zu einer gewissen Rechtlosigkeit und damit zu neuen Freiheiten. Dies soll die Richtlinie des Europäischen Parlaments und des Rates über das Urheberrecht im digitalen Binnenmarkt eingrenzen.
Im Koalitionsvertrag der 19. Wahlperiode des Bundestages, beschlossen am 7. Februar 2018, wurde der Begriff des Upload-Filters erstmals in Deutschland auf höchster politischer Ebene verwendet. Damit war die Position des Kabinetts Merkel IV für die Urheberrechtsreform der Europäischen Union scheinbar festgelegt.

„Eine Verpflichtung von Plattformen zum Einsatz von Upload-Filtern, um von Nutzern hochgeladene Inhalte nach urheberrechtsverletzenden Inhalten zu „filtern“, lehnen wir als unverhältnismäßig ab. Negative Auswirkungen auf kleinere und mittlere Verlage müssen vermieden werden.“

Auf dem Weg der EU-Richtlinie durch das EU-Parlament kam es zu großen Diskussionen innerhalb und außerhalb des Parlaments.
In Deutschland und anderswo demonstrierten Hunderttausende Menschen gegen die EU-Richtlinie zur Upload-Filterung.
Aufgrund der Komplexität der Technologie und der Vielzahl möglicher Rechteinhaber warnte Ulrich Kelber als Bundesbeauftragter für den Datenschutz und die Informationsfreiheit vor der Entstehung technischer Oligopole, da die hohen Entwicklungskosten erzwingen, dass viele Datenbewegungen über die Filter weniger Anbieter geleitet werden würden. Den Internetpionieren Tim Berners-Lee und Vint Cerf zufolge könnten verpflichtende Upload-Filter dieser Art dem freien Internet großen Schaden zufügen.
Die EU-Richtlinie wurde am 26. März 2019 im Europäischen Parlament in der Form verabschiedet, dass der Einsatz von Upload-Filtern zum neuen Standard auf digitalen Plattformen werden könnte. Zur Ausgestaltung der EU-Richtlinie in nationale Gesetzestexte haben die Mitgliedsstaaten zwei Jahre Zeit. Als erstes Land präsentierte Frankreich im Dezember 2019 einen Gesetzesentwurf, welcher einen starken Fokus auf die Interessen der Rechteverwerter legt und viele Schutzvorschriften der Richtlinie für die Internetnutzer auslässt. Es finden sich beispielsweise darin keine Ausnahmen für Parodien, Karikaturen oder Zitate, dass Plattformen nicht zur allgemeinen Überwachung aller Uploads verpflichtet werden können und auch kein Verbot, dass legal Inhalte gesperrt werden dürfen. Die weitere Ausgestaltung macht den Einsatz von Uploadfiltern unumgänglich, da Rechteinhaber sich weigern können Lizenzen zu vergeben und Plattformen nachweisen müssen, dass sie alle Anstrengungen unternommen haben, Lizenzverträge mit den Rechteinhabern abzuschließen, um einer Haftung zu entgehen.

## Internetzensur und Einschränkung der Freiheit
Nach Ansicht von Kritikern helfen solche Filter mitunter, Internetzensur zu betreiben und Inhalte, die gegen eine bestimmte Meinung verstoßen, bereits vorher zu sperren. Dies kann das Recht auf Meinungs- und Pressefreiheit gefährden. Hierbei fällt auch der Begriff der maschinellen Zensur.

## Fehleranfälligkeit
Ein Vergleich zweier Inhalte daraufhin, ob der eine Inhalt eine Kopie des anderen ist, funktioniert sehr gut. So wird PhotoDNA eine vergleichsweise hohe Zuverlässigkeit zugeschrieben.
An Grenzen stoßen Algorithmen bei veränderten oder manipulierten Dateien.
Schwierig wird es, wenn Kontext einbezogen werden muss. Dies ist nicht in jedem Einsatzgebiet der Fall. Der Haupteinsatzgebiet von PhotoDNA ist beispielsweise die Erkennung kinderpornographischen Materials. Dieses ist in jedem Kontext illegal. Bei der Erkennung von Urheberrechtsverletzungen hingegen muss Material je nach Kontext verschieden bewertet werden, um erlaubte Parodien und Zitate von verbotenen Urheberrechtsverletzungen abzugrenzen. Methoden der künstlichen Intelligenz sind dazu noch unausgereift. Die zuverlässige automatische Einordnung solcher Fälle wird daher von Florian Gallwitz, Professor für Medieninformatik, als derzeit nicht möglich angesehen, sodass es bei diesem Einsatzgebiet unausweichlich zu unerwünschten Begleiterscheinungen wie Overblocking komme.
Viele Webvideo-Anbieter kritisieren den Ausfall von Werbeeinnahmen durch Fehleinstufungen ihrer Inhalte durch Uploadfilter.
Videos, die kritische Themen sachlich oder unterhaltsam behandeln, können ohne Richtlinienverletzung aufgrund des Inhaltes und bestimmter schematischer Merkmale des Filters gesperrt werden. Auch sei es sehr fraglich, einzelne Wörter in einem Video aus dem Kontext herauszuziehen, indem man zum Beispiel eine gespielte Beleidigung als Hass wertet. Damit werde die Kunstfreiheit zum Beispiel bei Satire eingeschränkt.
Manche Upload-Filter sollen jedoch nicht nur bekanntes Material wiedererkennen, sondern auch neue Inhalte basierend auf maschinellem Lernen klassifizieren können, wie beispielsweise die bei Facebook im Einsatz befindlichen Upload-Filter. Hierbei kommt es jedoch immer wieder zu Falscheinstufungen. Um zu erwartenden Fehlerkennungen bei diesem Ansatz entgegenzuwirken, unterzieht Facebook Aufnahmen zusätzlich der manuellen Prüfung.
Bei der Erkennung terroristischer Inhalte auf der Videoplattform YouTube wurden laut Angaben des Anbieters im 1. Quartal 2019 von der eigenen Filtersoftware eine Million Videos als verdächtig eingestuft. Hiervon wurden 90.000 Videos in einer manuellen Prüfung als korrekt klassifiziert bestätigt, was einer Genauigkeit von unter 10 % entspricht.